# Germán Bustos
German Agustín Bustos (Mendoza, 20 settembre 1977) è un ex rugbista a 15 argentino, che giocava nel ruolo di mediano d'apertura.

## Biografia
In Argentina ha militato nella squadra del Los Tordos di Mendoza. Ha fatto parte della selezione di Cuyo (Mendoza) che vinse il campionato argentino nel 2004 battendo in finale la selezione di Cordoba.
Dopo aver giocato in Francia con Perpignano e Lione, giunse in Italia nel 2006, ingaggiato dal Rugby Rovigo.
Dall'agosto 2008 ha acquisito la cittadinanza italiana.